# Audience (droit)
Pour les articles homonymes, voir Audience.
Ne doit pas être confondu avec Audience (juridiction).
L’audience est la représentation de l'affaire devant le tribunal. Le juge de la mise en état fait un rapport à l'audience avant les plaidoiries. Ce rapport expose les prétentions et les moyens des parties. Le jour de l'audience, les parties doivent être représentées par un avocat.
Après l'audience des parties, le juge peut soit tenter une conciliation, soit peut ordonner un constat ou une expertise, ou encore consulter un technicien.